# Evan Peter Montagu Baillie
Evan Peter Montagu Baillie fue un diplomático británico del siglo XIX.

## Biografía
Evan Peter Montagu Baillie nació en Dochfour, Escocia, el 27 de agosto de 1824, hijo de Evan Baillie y de Georgiana Frederica Montagu.
Siguió la carrera diplomática y el 10 de junio de 1846 fue nombrado agregado en la embajada británica en Viena.
El 1 de diciembre de 1852 fue designado Deputy Lieutenant en Inverness, Escocia, pero el 14 de diciembre de ese mismo año fue nombrado agregado en la embajada en Fráncfort.
El 15 de febrero de 1855 casó con Frances Anna Bruce con quien tendría dos hijos: el coronel James Evan Bruce Baillie (Dochfour, 1859, París, 1931), y Augustus Charles Baillie (1861, Brasil, 1939, Escocia).
El 9 de febrero de 1858 fue transferido a la embajada en París y el 29 de diciembre de 1859 fue nombrado secretario de la legación británica en Río de Janeiro.
El 28 de junio de 1861 quedó a cargo de la representación. Fue transferido al consulado de Stuttgart el 2 de septiembre de 1861 pero la delicada situación en Río ante el conflicto que desembocaría en la llamada Cuestión Christie, la que llevaría a la ruptura de relaciones diplomáticas entre el Imperio de Brasil y Gran Bretaña, demoró su partida hasta el 7 de marzo de 1862. 
El 15 de abril de 1862 fue transferido brevemente a la embajada en París y quedó a cargo de la representación británica en Stuttgart desde el 16 de octubre de ese año hasta el 26 de septiembre de 1863.
Falleció el 9 de noviembre de 1874.